# Мена-Кинтеро, Федерико
Федери́ко Мена-Кинте́ро (исп. Federico Mena-Quintero; р. 29 июля 1976, Мехико, Мексика) — мексиканский программист.
Во время работы в Red Hat начал писать для GNOME. Он также поддерживал некоторое время GIMP, и он был одним из первых сотрудников в Ximian (в настоящее время принадлежит Novell), где он работает и ныне. Наряду с Мигелем де Икаса, Федерико основал проект GNOME.

## История
Во время учёбы в Мексиканском Национальном автономном университете (НАУ) он изучал информатику, там же встретил Икасу. По окончании учёбы остался работать на Red Hat в США. Большую часть своей жизни жил в Мехико, но в настоящее время живёт в Халапа-Энрикесе штата Веракрус, со своей женой Оралией.